# エンストロム・ヘリコプター・コーポレーション
エンストロム・ヘリコプター・コーポレーション（英語: Enstrom Helicopter Corporation）は、ルドルフ・J・エンストロムが、1959年に創業したアメリカ合衆国のヘリコプター製造会社。主に小型の多目的ヘリコプターを製造している。現在はスラック・エンタープライズの傘下。

## 歴史
1957年ごろから鉱山技師だったルドルフ・J・エンストロムは、職場でもあるアッパー半島の採石場で自作したヘリコプターのテストを行っていた。
1959年に社長となるジャック・クリステンセンと、営業担当のフレッド・ヒルを迎え、R.J. Enstromを創業。
1965年にピストンエンジンを搭載した小型機F-28が連邦航空局の耐空証明を取得し販売開始。しかしF-28の販売前にルドルフは会社を去っている。
2012年に中国の重慶通用飛機工業有限公司に買収された。
2022年1月20日、財政難により破産した。同年3月8日、ミッドテックス・アビエーションがエンストロムのほぼすべての保有資産を購入するための契約を締結したと発表した。しかし、買収資金の調達が難航し、買収は頓挫。5月13日、スラック・エンタープライズがエンストロムを買収したことを発表した。

## 製品

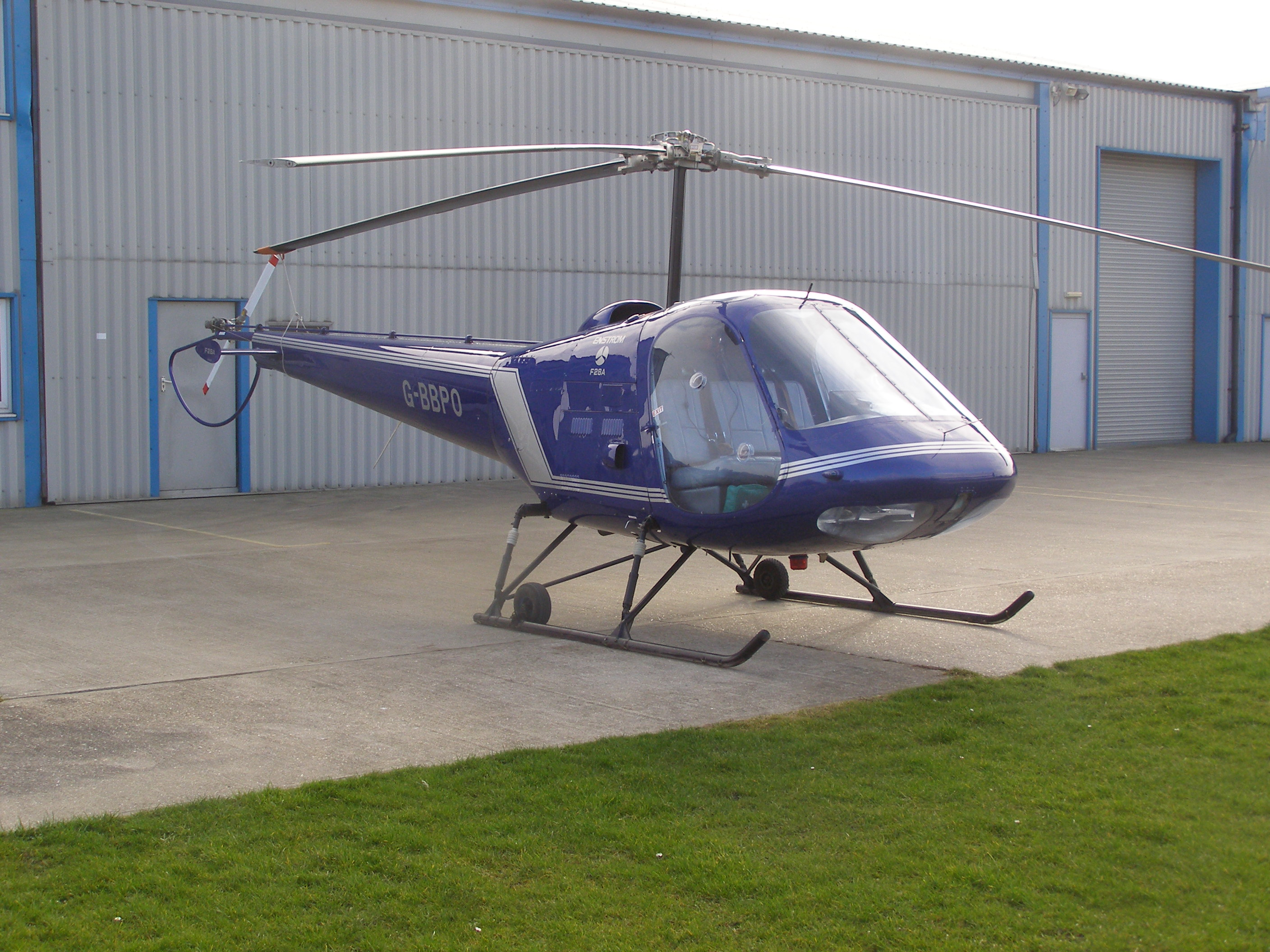
F-28A

創業当初から小型の多目的ヘリコプターのみを製造している。
機体色を詳細にカスタマイズできるサービスを行っている。
- F-28
- TH180
- 480